# Isole Tremiti

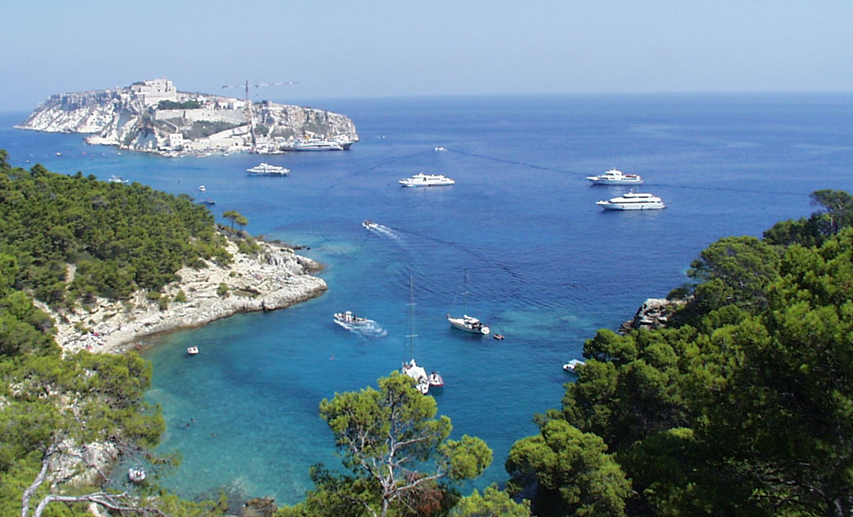
Wyspa San Nicola

Wyspy Tremiti (wł. Isole Tremiti) – grupa wysp położonych na Adriatyku, w pobliżu Półwyspu Gargano. W skład wchodzą wyspy: San Domino, San Nicola, Capraia, Cretaccio i Pianosa.
Administracyjnie jest to miejscowość i gmina we Włoszech, w regionie Apulia, w prowincji Foggia. Według danych na rok 2022 gminę zamieszkiwało 496 osób, co daje 155,97 os./km².